# Listă de actori din filme în limba germană
Lista cuprinde actori notabili care au jucat în filme în limba germană.

## Filme mute (1895–1918)
Actrițe: Fern Andra, Hanne Brinkmann1, Esther Carena, Traute Carlsen, Maria Carmi1, Rita Clermont1, Mia Cordes1, Lil Dagover, Tilla Durieux, Blandine Ebinger, Olga Engl, Johanna Ewald, Margarete Ferida, Maria Forescu, Sadjah Gezza, Käthe Haack, Stella Harf1, Alice Hechy, Sabine Impekoven1, Leopoldine Konstantin, Margarete Kupfer, Lissy Lind1, Cläre Lotto, Eva May1, Mia May1, Lya Mara, Edith Meller, Cordy Millowitsch, Hella Moja, Anna Müller-Lincke, Pola Negri, Asta Nielsen, Aud Egede Nissen, Martha Novelly1, Ressel Orla1, Ossi Oswalda1, Henny Porten, Rosa Porten, Frida Richard, Ellen Richter, Lyda Salmonova, Adele Sandrock, Senta Söneland, Magda Sonja, Eva Speyer, Lu Synd, Toni Sylva, Johanna Terwin, Wanda Treumann1, Rosa Valetti, Rose Veldtkirch, Hedda Vernon, Elsa Wagner, Dorrit Weixler, Gisela Werbezirk, Maria Zelenka, Manny Ziener.
Actori: Alfred Abel, Max Adalbert, Hans Albers, Bernd Aldor, Georg Alexander, Carl Auen, Felix Basch, Albert Bassermann, Rudolf Biebrach, Paul Bildt, Curt Bois, Louis Brody, Leo Connard, Gerhard Dammann, Bruno Decarli, Karl Ehmann, Richard Eichberg, Rudolf Essek, Julius Falkenstein, Olaf Fønss, Rudolf Forster, Henrik Galeen, Robert Garrison, Carl Goetz, Curt Goetz, John Gottowt, Emmerich Hanus, Heinz Hanus, Ludwig Hartau1, Paul Hartmann, Emil Jannings, Victor Janson, Hans Junkermann, Erich Kaiser-Titz, Fritz Kampers, Bruno Kastner, Friedrich Kayssler, Adolf Klein, Erich Kober, Fritz Kortner, Werner Krauß, Friedrich Kühne, Harry Lamberts-Paulsen, Max Laurence, Rudolf Lettinger, Harry Liedtke, Theodor Loos, Hans Mierendorff, Alexander Moissi, Alwin Neuß, Paul Otto, Max Pallenberg, Lupu Pick, Harry Piel, Franz Porten1, Ernst Reicher, Arnold Rieck, Max Ruhbeck, Fred Sauer1, Heinrich Schroth, Fritz Schulz, Reinhold Schünzel, Hermann Seldeneck, Ferry Sikla, Fritz Spira, Curt A. Stark, Walter Steinbeck, Hans Stock, Hermann Thimig, Jakob Tiedtke, Ludwig Trautmann, Karl Valentin, Hermann Vallentin, Gustav Waldau, Harry Walden, Aruth Wartan, Paul Wegener, Eduard von Winterstein2, Friedrich Zelnik, Wolfgang Zilzer.
1actor în film mut –
2după 1945 la DEFA

## Filme mute (1919–1930)
Actrițe: Truus van Aalten, Marcella Albani, Betty Amann, Charlotte Ander, Lissy Arna, Vilma Bánky, Margit Barnay, Anita Berber1, Grete Berger, Elisabeth Bergner, Betty Bird, Valerie Boothby, Renate Brausewetter, Louise Brooks, Mady Christians, María Corda1, Yvette Darnys, Maly Delschaft, Xenia Desni, Marlene Dietrich, Josefine Dora, Anita Dorris, Käthe Dorsch, Wera Engels, Lucie Englisch, Evi Eva, Anna Exl, Greta Garbo, Meg Gehrts, Dora Gerson, Valeska Gert, Vivian Gibson, Therese Giehse, Erika Glässner, Dina Gralla, Nora Gregor, Ilka Grüning, Grit Haid, Liane Haid, Lilian Harvey, Grit Hegesa1, Brigitte Helm, Trude Hesterberg, Lucie Höflich, Camilla von Hollay, Dary Holm, Evelyn Holt, Camilla Horn, Ria Jende, Jenny Jugo, La Jana, Liesl Karlstadt, Inge Landgut, Marija Leiko, Olga Limburg, Marga Lindt, Lotte Lorring, Helena Makowska, Fee Malten, Lucie Mannheim, Hilde Maroff, Maria Matray, Maria Minzenti, Helga Molander, Sybill Morel, Erna Morena, Grete Mosheim, Renate Müller, Käthe von Nagy, Loni Nest, Anny Ondra, Sophie Pagay, Anna von Palen, Mary Parker, Dita Parlo, Maria Paudler, Ida Perry, Elisabeth Pinajeff, Clementine Plessner, Ellen Plessow, Lydia Potechina, Lya de Putti1, Hanna Ralph1, Grete Reinwald, Hanni Reinwald, Else Reval, Leni Riefenstahl, Claire Rommer, Margarete Schlegel, Alexandra Schmitt, Margarete Schön, Lilli Schoenborn, Julia Serda, Dagny Servaes, Hermine Sterler, Valeska Stock, Hilde von Stolz, Agnes Straub, Charlotte Susa, Toni Tetzlaff, Margot Thisset, Carola Toelle, Christa Tordy, Olga Tschechowa, Manja Tzatschewa, Hilde Wagener, Hedwig Wangel, Hertha von Walther, Hanni Weisse, Gertrud Welcker, Ruth Weyher, Marianne Winkelstern, Anna May Wong, Ida Wüst, Emmy Wyda.
Actori: Hans Albers, Fritz Alberti, Ferdinand von Alten, Siegfried Arno, Ernst Behmer, Hans Behrendt, Henry Bender, Wilhelm Bendow, Charly Berger, Friedrich Berger, Paul Biensfeldt, Hans Brausewetter, Eugen Burg, Conny Carstennsen, Josef Coenen, Josef Commer, Ernst Deutsch, Carl de Vogt, Wilhelm Diegelmann, Gustav Diessl, Wilhelm Dieterle, Hugo Döblin, Frits van Dongen, Max Ehrlich, Karl Etlinger, Ferdinand Exl, Karl Falkenberg, Angelo Ferrari, Hugo Fischer-Köppe, Hugo Flink, Albert Florath, Willi Forst, Harry Frank, Willy Fritsch, Gustav Fröhlich, Alphons Fryland, Jaro Fürth, Otto Gebühr, Heinrich George, Alfred Gerasch, Kurt Gerron, Bernhard Goetzke, Alexander Granach, Fritz Greiner, Max Gülstorff, Harry Halm, Max Hansen, Karl Harbacher, Harry Hardt, Veit Harlan, Paul Hartenstein, Leonhard Haskel, Paul Heidemann, Wolfgang Heinz2, Paul Henckels, Julius E. Herrmann, Ernst Hofmann, Oskar Homolka, Paul Hörbiger, Fred Immler, Georg Irmer2, Walter Janssen, Georg John, Egon von Jordan, Oskar Karlweis, Charles Willy Kayser, Rudolf Klein-Rogge, Eugen Klöpfer, Arnold Korff, Leopold von Ledebur, František Lederer, Fred Louis Lerch, Kurt Lilien, Philipp Manning, Hubert von Meyerinck, Paul Morgan, Albert Paulig, Josef Peterhans, Hermann Picha, Karl Platen, Anton Pointner, Fritz Rasp, Paul Rehkopf, Josef Reithofer, Eugen Rex, Johannes Riemann, Walter Rilla, Rudolf Rittner, Ralph Arthur Roberts, Willy Schaeffers, Hans Adalbert Schlettow, Robert Scholz, Max Schreck, Wolfgang von Schwind, Theo Shall2, Oskar Sima, Leo Sloma, Ernst Stahl-Nachbaur, Albert Steinrück, Magnus Stifter, Igo Sym, Szöke Szakall, Jack Trevor, Hans Heinrich von Twardowski, Hans Unterkircher, Conrad Veidt, Kurt Vespermann, Otto Wallburg, Gustav von Wangenheim, Hugo Werner-Kahle, Otto Wernicke, Paul Westermeier, Mathias Wieman, Bruno Ziener.
1actor în film mut – 2după 1945 la DEFA

## Filme (1928–1935)
Actrițe: Gitta Alpár, Maria Andergast, Hansi Arnstaedt, Elise Aulinger, Lída Baarová, Vilma Bekendorf, Maria Beling, Fita Benkhoff, Katja Bennefeld, Ehmi Bessel, Hedda Björnson, Ery Bos, Else Bötticher, Elga Brink, Carla Carlsen, Lina Carstens, Marieluise Claudius, Inge Conradi, Erika Dannhoff, Charlotte Daudert, Gertrud de Lalsky, Lien Deyers, Leonie Duval, Marta Eggerth, Else Ehser, Maria Eis, Else Elster, Lucie Euler, Gina Falckenberg, Maja Feist, Erna Fentsch, Heli Finkenzeller, Ellen Frank, Ilse Fürstenberg, Käthe Gold, Ursula Grabley, Dolly Haas, Trude Haefelin, Karin Hardt, Lilo Hartmann, Ruth Hellberg, Erika Helmke, Hilde Hildebrand, Carola Höhn, Lizzi Holzschuh, Hedi Höpfner, Marianne Hoppe, Brigitte Horney, Antonie Jaeckel, Hedy Kiesler, Franziska Kinz, Herti Kirchner, Maria Koppenhöfer, Ilse Korseck, Maria Krahn, Hilde Krüger, Hansi Knoteck, Dorit Kreysler, Susi Lanner, Wera Liessem, Amanda Lindner, Lotte Loebinger1, Carsta Löck, Maria Loja, Else Lüders, Karin Lüsebrink, Annie Markart, Trude Marlen, Maria Meißner, Anita Mey, Trude von Molo, Erna Morena, Louise Morland, Renate Müller, Anna Müller-Lincke, Genia Nikolajewa, Gerti Ober, Edith Oss, Berthe Ostyn, Sabine Peters, Else Quecke, Dolly Raphael, Fee von Reichlin, Claire Reigbert, Rotraut Richter, Annie Rosar, Angela Salloker, Sybille Schmitz, Hilde Schneider, Magda Schneider, Wera Schultz, Edith Schultze-Westrum, Ellen Schwanneke, Betty Sedlmayr, Maria Seidler, Charlotte Serda, Hilde Sessak, Emmy Sonnemann, Annemarie Sörensen, Katja Specht, Camilla Spira1, Lotte Spira, Annemarie Steinsieck, Rose Stradner, Erika Streithorst, Margit Symo, Gretl Theimer, Hertha Thiele, Dorothea Thieß, Hella Tornegg, Luise Ullrich, Petra Unkel, Jessie Vihrog, Hanna Waag, Lizzi Waldmüller, Grethe Weiser, Elisabeth Wendt, Lotte Werkmeister, Hilde Weissner, Dorothea Wieck, Gertrud Wolle, Martha Ziegler.
Actori: Hans Albers, Wolf Ackva, Wolf Albach-Retty, Günther Ballier, Paul Beckers, Heinz Berghaus, Ernst Biegel, Gerhard Bienert1, Willy Birgel, Horst Birr, Eduard Bornträger, Julius Brandt, Beppo Brem, Felix Bressart, Gaston Briese, Egon Brosig, Hans Joachim Büttner, Conrad Cappi, Claus Clausen, Heinz von Cleve, Volker von Collande, Josef Dahmen, Karl Dannemann, Viktor de Kowa, René Deltgen, Hans Deppe, Jac Diehl, Karl Ludwig Diehl, Fred Döderlein, Will Dohm, Ernst Dumcke, Erich Dunskus, Max Eckard, Josef Egger, Josef Eichheim, Friedrich Ettel, Erich Fiedler, Werner Finck, Walter Franck, Hugo Froelich, Fritz Genschow, Herbert Gernot, Friedrich Gnaß1, Fred Goebel, Walter Gross, Gustaf Gründgens, Richard Handwerk, Ferdinand Hart, Paul Hartmann, O. E. Hasse, Emil Hegetschweiler, Karl Hellmer1, Hans Henninger, Oskar Höcker, Attila Hörbiger, Herbert Hübner1, Jupp Hussels, Fritz Imhoff, Edwin Jürgensen, Ernst Karchow, Charles Willy Kayser, Paul Kemp, Erich Kestin, Jan Kiepura, Fritz Klebusch, Paul Klinger, Charlie Kracker, Otto Kronburger, Wilhelm Paul Krüger, Ernst Legal, Hans Leibelt1, Eberhard Leithoff, Wolfgang Liebeneiner, Albert Lieven, Theo Lingen, Eduard Linkers, Henry Lorenzen, Günther Lüders, Gustav Mahncke, Hermann Mayer-Falkow, Kurt Meisel, Karl Meixner, Bernhard Minetti, Aribert Mog, Hans Moser, Hadrian Maria Netto, Michael von Newlinski, Franz Nicklisch, Erik Ode, Fritz Odemar, Hellmuth Passarge, Harald Paulsen, Ivan Petrovich, Kurt Peukert, Rolf Pinegger, Rudolf Platte, Klaus Pohl, Erich Ponto, Hans Pössenbacher, Gustav Püttjer, Louis Ralph, Arthur Reinhardt, Hans Richter, Paul Richter, Richard Romanowsky, Ernst Rotmund, Arthur Reppert, Ernst Rückert, Heinz Rühmann, Oscar Sabo, Heinz Salfner, Otto Sauter-Sarto, Franz Schafheitlin, Werner Scharf, Hans Hermann Schaufuß, Joseph Schmidt, Georg H. Schnell, Albrecht Schoenhals, S.O. Schoening, Hugo Schrader, Franz W. Schröder-Schrom, Rudolf Schündler, Willi Schur, Siegfried Schürenberg, Kurt Seifert, Josef Sieber, Leo Slezak, Hans Söhnker, Hermann Speelmans, Gustl Gstettenbaur, Wolfgang Staudte, Franz Stein, Karel Štěpánek, Hans Stiebner, Werner Stock, Joe Stöckel, Otto Stoeckel, Hans Stüwe, Walther Süssenguth1, Luis Trenker, Ernst Udet, Hans Waschatko, Aribert Wäscher, Franz Weber, Franz Weilhammer, Weiß Ferdl, Herbert Weißbach, Heinz Wemper, Eduard Wenck, Ewald Wenck, Carl Wery, Eduard Wesener, Max Weydner, Adolf Wohlbrück, Hans Zesch-Ballot.
1după 1945 la DEFA

## Filme din timpul nazismului
Actrițe: Ilse Abel, Thea Aichbichler, Rosa Albach-Retty, Käthe Alving, Roma Bahn, Viktoria von Ballasko, Ellen Bang, Maria Bard, Hildegard Barko, Sigrid Becker, Lilo Bergen, Margot Berger, Ingrid Bergman, Jeanette Bethge, Hedwig Bleibtreu, Gerta Böttcher, Elisabeth Botz, Katharina Brauren, Anne Bruck, Toni von Bukovics, Monika Burg, Gisela von Collande, Vera Complojer, Inge Konradi, Fanny Cotta, Friedl Czepa, Elfriede Datzig, Ursula Deinert, Christa Dilthey, Marina von Ditmar, Berta Drews, Inge Drexel, Anita Düvel, Käthe Dyckhoff, Clementia Egies, Else Ehser, Tina Eilers, Margot Erbst, Elvira Erdmann, Elisabeth Eygk, Hertha Feiler, Elisabeth Flickenschildt, Hildegard Fränzel, Jutta Freybe, Janne Furch, Ali Ghito, Pepi Glöckner-Kramer, Suse Graf, Hildegard Grethe, Margarete Haagen, Friedl Haerlin, Hertha von Hagen, Marte Harell, Vera Hartegg, Heidemarie Hatheyer, Angelika Hauff1, Lena Haustein, Kirsten Heiberg, Ruth Hellberg, Ursula Herking, Margot Hielscher, Ellen Hille, Karin Himboldt, Maria Hofen, Hilla Hofer, Gabriele Hoffmann, Irmgard Hoffmann, Maria Holst, Annemarie Holtz, Olly Holzmann, Margot Höpfner, Melanie Horeschovsky, Gusti Huber, Käthe Jöken-König, Jutta Jol, Heidi Kabel, Gerti Kammerzell, Geraldine Katt, Eva Klein-Donath, Hildegard Knef, Lotte Koch, Irene Kohl, Hilde Körber, Annemarie Korff, Polly Koss, Hilde Krahl, Gustl Kreusch, Kate Kühl, Else Kündiger, Evelyn Künneke, Ingeborg von Kusserow, Maria Landrock, Lotte Lang, Zarah Leander, Trude Lehmann, Inge List, Maria Litto, Bruni Löbel, Ruth Lommel, Lina Lossen, Ingrid Lutz, Christl Mardayn, Leny Marenbach1, Elisabeth Markus, Winnie Markus, Valérie von Martens, Gerda Maurus, Hertha Mayen, Elfie Mayerhofer, Eva Maria Meineke, Edith Meinel, Edith Meinhard, Käte Merk, Gertrud Meyen, Irene von Meyendorff, Lucy Millowitsch, Else von Moellendorff, Theodolinde Müller, Lola Müthel, Susi Nicoletti, Katja Pahl, Ilse Petri, Flockina von Platen, Alexa von Porembsky, Auguste Pünkösdy, Mady Rahl, Erika Raphael, Lotte Rausch, Annelies Reinhold, Herma Relin, Ethel Reschke, Marina Ried, Marika Rökk, Carla Rust, Margarete Sachse, Tatjana Sais, Marta Salm, Liselotte Schaak, Olga Schaub, Annemarie Schäfer, Babsi Schultz-Reckewell, Françoise Rosay, Charlotte Schellhorn, Gisela Schlüter, Tine Schneider, Sonja-Gerda Scholz, Lilli Schoenborn, Gretl Schörg, Irmingard Schreiter, Hannelore Schroth, Charlotte Schultz, Adelheid Seeck, Hilde Seipp, Erna Sellmer, Helli Servi, Marianne Simson, Kristina Söderbaum, Maria Stadler, Marianne Stanior, Renée Stobrawa, Eleonore Tappert, Maria von Tasnady, Gerda Maria Terno, Erika von Thellmann, Jane Tilden, Eva Tinschmann, Ilse Trautschold, Alice Treff, Gisela Uhlen, Anneliese Uhlig, Melanie Webelhorst-Zimmermann, Meta Weber, Thea Weis, Hansi Wendler, Vicky Werckmeister, Ilse Werner, Paula Wessely, Agnes Windeck, Margrit Winter, Charlotte Witthauer, Gusti Wolf, Herta Worell, Gisa Wurm, Anneliese Würtz, Emmy Wyda, Maria Zidek-Meck, Hermine Ziegler, Sonja Ziemann.
Actori: Hans Albers, Viktor Afritsch, Axel von Ambesser, Lukas Ammann, Valy Arnheim, Franz Arzdorf, Ewald Balser, Walter Bechmann, Reinhold Bernt, Erwin Biegel, Willy Birgel, Franz Böheim, Herbert A. E. Böhme, Dieter Borsche, Peter Bosse, Fritz Böttger, Otto Braml, Joachim Brennecke, Siegfried Breuer, Hermann Brix, Robert Bürkner, Rudolf Carl, Horst Caspar, Paul Dahlke, Theodor Danegger, Ernst Dernburg, Friedrich Domin, Frits van Dongen, Robert Dorsay, Peter Elsholtz, Alexander Engel1, Andrews Engelmann, Heinz Engelmann, Hermann Erhardt, Rudolf Eweler, Richard Eybner, Rudolf Fernau, Erich Fiedler, O. W. Fischer, Hans Fitz, Erik Frey, Arthur Fritz Eugens, Adolf Fischer, Robert Forsch, Julius Frey, Ernst Fritz Fürbringer, Werner Fuetterer, Heinrich George, Beniamino Gigli, Rudi Godden, Alexander Golling, Adolf Gondrell, Joachim Gottschalk, Hugo Gottschlich, Lutz Götz, Otto Graf, Aribert Grimmer1, Carl Günther, Jens von Hagen, Tibor von Halmay, Hans Hanauer, Karl Hannemann, Knut Hartwig, Clemens Hasse, Karl Haubenreißer, Max Haufler, Ullrich Haupt, Heinrich Hauser, Richard Häussler, Johannes Heesters, Albert Hehn, Hellmuth Helsig, Hans Hemes, Emil Heß, Werner Hinz, Paul Hoffmann, Harald Holberg, Willem Holsboer, Hans Holt, Friedrich Honna, Fritz Hoopts, Bruno Hübner, Paul Hubschmid, Malte Jaeger, Albert Janscheck, Victor Janson, Karl John, Curd Jürgens, Wolf Kaiser1, Josef Kamper, Christian Kayßler, Hannes Keppler, Leopold Kerscher, Wolfgang Kieling, Ernst von Klipstein, Rudolf Klix1, Gustav Knuth, Eduard Köck, Erwin Kohlund, Nikolai Kolin, Wilhelm H. König, Carl Kuhlmann, Ingolf Kuntze, Walter Ladengast, Fritz Lafontaine, Michl Lang, Ernst Legal, Waldemar Leitgeb, Walter Lieck, Ludwig Linkmann, Albert Lippert, Ralph Lothar, Richard Ludwig, Wolfgang Lukschy, Alfred Maack, Ferdinand Maierhofer, Ferdinand Marian, Karl Martell, Albert Matterstock, Paul Mederow, Hans Meyer-Hanno, Kurt Mikulski, Gunnar Möller, Walter Müller, Armin Münch, Alfred Neugebauer, Hans Nielsen, Jaspar von Oertzen, Hans Olden, Justus Paris, Reginald Pasch, John Pauls-Harding, Friedrich Petermann, Karl-Heinz Peters, Leo Peukert, Werner Pledath1, Rudolf Prack, Hermann Pfeiffer, Will Quadflieg, Hans Quest, Carl Raddatz, Erik Radolf, Sepp Rist, Norbert Rohringer, Willi Rose, Willy Rösner, Helmut Rudolph, Oscar Sabo, Ernst Sattler, Ernst Albert Schaah, Werner Scharf, /Raimund Schelcher1, Just Scheu, Alfred Schieske, Ernst G. Schiffner, Ludwig Schmid-Wildy, Ludwig Schmitz, Hans Schneider, Karl Schönböck, Werner Schott, Walter Schramm-Duncker, Arnulf Schröder, Arthur Schröder, Ernst Schröder, Carl-Heinz Schroth, Willy Schultes, Hans Schwarz jr., Paul Schwed, Armin Schweizer, Wilfried Seyferth, Karl Skraup, Viktor Staal, Walter Steinweg, Hannes Stelzer, Hans Sternberg, Ernst Stimmel, Walther Süssenguth, Friedrich Ulmer, Georg Thomalla, Otz Tollen, Otto Tressler, Heinrich Troxbömker, Wolf Trutz, Ivo Veit, Albert Venohr, Paul Verhoeven, Max Vierlinger, Egon Vogel, Rudolf Vogel, Georg Vogelsang, Rudolf Vones, Peter Voß, Fritz Wagner1, Karl Wagner, Kurt Waitzmann, Ernst Waldow, Rolf Wanka, Oskar Wegrostek, Rolf Weih, Helmut Weiß, Heinz Welzel, Walter Werner, Max Wilmsen, Wastl Witt, Willi Witte, Erich Ziegel, Adolf Ziegler, Franz Zimmermann.
1după 1945 la DEFA

## Filme postbelice din anii 1950

### RFG, Austria, Elveția
Actrițe:
Elke Aberle, Kathrin Ackermann, Dawn Addams, Kerstin de Ahna, Susanne von Almassy, Ingrid Andree, Elke Arendt, Karin Baal, Vivi Bach, Erica Balqué, Eva Bartok, Chariklia Baxevanos, Erica Beer, Heliane Bei, Senta Berger, Christa Berndl, Sabine Bethmann, Anne-Marie Blanc, Hannelore Bollmann, Cornell Borchers, Grit Boettcher, Paula Braend, Heidi Brühl, Corny Collins, Ingeborg Cornelius, Susanne Cramer, Liane Croon, Monika Dahlberg, Germaine Damar, Renate Danz, Karin Dor, Ruth Drexel, Annemarie Düringer, Inge Egger, Lia Eibenschütz, Hannelore Elsner, Maria Emo, Renate Ewert, Gisela Fackeldey, Claude Farell, Helga Feddersen, Violetta Ferrari, Agnes Fink, Kai Fischer, Veronika Fitz, Giulia Follina, Barbara Frey, Loni von Friedl, Lore Frisch, Cornelia Froboess, Wera Frydtberg, Zsa Zsa Gabor, Barbara Gallauner, Antje Geerk, Gudrun Genest, Claudia Gerstäcker, Gerty Godden, Elisabeth Goebel, Catja Görna, Christine Görner, Gardy Granass, Brigitte Grothum, Isa Günther, Jutta Günther, Anita Gutwell, Sibylle von Gymnich, Waltraut Haas, Erna Haffner, Carla Hagen, Ina Halley, Edith Hancke, Friedl Hardt, Beate Hasenau, Ruth Hausmeister, Nicole Heesters, Trude Herr, Karin Heske, Loni Heuser, Marianne Hold, Renate Holm, Christiane Hörbiger, Karin Hübner, Tatjana Iwanow, Ulla Jacobsson, Käte Jaenicke, Christiane Jansen, Gertraud Jesserer, Monika John, Bibi Johns, Ursula Justin, Anneliese Kaplan, Elma Karlowa, Christine Kaufmann, Lonny Kellner, Eva Kerbler, Alice Kessler, Ellen Kessler, Josefin Kipper, Doris Kirchner, Rose-Marie Kirstein, Else Knott, Johanna von Koczian, Ingeborg Körner, Eva Kotthaus, Cissy Kraner, Charlotte Kramm, Ruth Maria Kubitschek, Gertrud Kückelmann, Ilse Künkele, Elfriede Kuzmany, Mara Lane, Tilly Lauenstein, Lotte Ledl, Ruth Leuwerik, Ursula Lillig, Ursula Lingen, Gerlinde Locker, Marga Maasberg, Erni Mangold, Renate Mannhardt, Marie-Luise Marjan, Louise Martini, Johanna Matz, Christiane Maybach, Katharina Mayberg, Rosl Mayr, Angelika Meissner, Marisa Mell, Inge Meysel, Marion Michael, Edith Mill, Brigitte Mira, Bettina Moissi, Vera Molnar, Elisabeth Müller, Jester Naefe, Helga Neuner, Ruth Niehaus, Christiane Nielsen, Rita-Maria Nowotny, Margit Nünke, Ilse Pagé, Lilli Palmer, Ingrid Pan, Rita Paul, Monika Peitsch, Maria Perschy, Elfie Pertramer, Ina Peters, Petra Peters, Marina Petrowa, Eva Pflug, Eva Probst, Liselotte Pulver, Laya Raki1, Nadja Regin, Erika Remberg, Hanna Rucker, Barbara Rütting, Margit Saad, Maria Schell, Gisela Schmidting, Romy Schneider, Elsa Scholten, Eva-Ingeborg Scholz, Ingeborg Schöner, Annemarie Schradiek, Jeanette Schultze, Edith Schultze-Westrum, Ellen Schwiers, Maria Sebaldt, Alma Seidler, Edda Seippel, Lou Seitz, Sabina Sesselmann, Sabine Sinjen, Ann Smyrner, Elke Sommer, Helga Sommerfeld, Herta Staal, Ingrid Stenn, Ruth Stephan, Ilse Steppat, Gisela Tantau, Thea Thiele, Helene Thimig, Nadja Tiller, Cordula Trantow, Margot Trooger, Gisela Trowe, Vera Tschechowa, Ellen Umlauf, Caterina Valente, Ingrid van Bergen, Helen Vita, Antje Weisgerber, Sybil Werden, Elisabeth Wiedemann, Hanne Wieder, Christa Williams, Maria Wimmer, Marianne Wischmann, Lia Wöhr, Ingmar Zeisberg, Eva Zlonitzky.
Actori: Hans Albers, Mario Adorf, Thomas Alder, Peter Alexander, Axel von Ambesser, Michael Ande, Eddi Arent, Arno Assmann, Erich Auer, Balduin Baas, Lex Barker, Horst Beck, Friedrich G. Beckhaus, Ulrich Beiger, Martin Benrath, Fritz Benscher, Tilo von Berlepsch, Claus Biederstaedt, Hans Christian Blech, Alfred Böhm, Karlheinz Böhm, Wilmut Borell, Hans von Borsody, Charles Brauer, Pinkas Braun, Hans Brenner, Siegfried Breuer jr., Pierre Brice, Jochen Brockmann, Horst Buchholz, Bully Buhlan, Walter Buschhoff, Wolfgang Büttner, Peter Carsten, Hans Clarin, Wolfgang Condrus, Heinz Conrads, Hans Cossy, Michael Cramer, Armin Dahlen, Klaus Dahlen, Ivan Desny, Christian Doermer, Heinz Drache, Eckart Dux, Fritz Eckhardt, Harry Engel, Hans Epskamp, Heinz Erhardt, Paul Esser, Hans Elwenspoek, Hansjörg Felmy, Sigurd Fitzek, Bert Fortell, Silvio Francesco, Horst Frank, Peter Frankenfeld, Robert Freytag, Gerhard Frickhöffer, Gert Fröbe, Matthias Fuchs, Joachim Fuchsberger, Harry Fuss, Peter Garden, Benno Gellenbeck, Konrad Georg, Götz George, Rex Gildo, Walter Giller, Ernst Ginsberg, Reinhard Glemnitz, Helmuth Gmelin, Boy Gobert, Heini Göbel, Robert Graf, Heinrich Gretler, Oliver Grimm, Kurt Großkurth, Wolfgang Gruner, Holger Hagen, Joachim Hansen, Oliver Hassencamp, Klaus Havenstein, Oscar Heiler, Kurt Heintel, Martin Held, Jan Hendriks, Rolf Henniger, Michael Hinz, Gert Günther Hoffmann, Claus Holm, Thomas Holtzmann, Thomas Hörbiger, Adrian Hoven, Chris Howland, Hans Irle, Kurt Jaggberg, Wolfgang Jansen, Horst Janson, Günther Jerschke, Friedrich Joloff, Harald Juhnke, Gerhard Just, Roland Kaiser, Heini Kaufeld, Helmut Käutner, Horst Keitel, Alexander Kerst, Klaus Kinski, Til Kiwe, Walter Kohut, Reinhard Kolldehoff, Fred Kraus, Peter Kraus, Karl-Heinz Kreienbaum, Bum Krüger, Franz-Otto Krüger, Hardy Krüger, Benno Kusche, Rolf Kutschera, Hellmut Lange, Heinz Lanker, Richard Lauffen, Volker Lechtenbrink, Stanislav Ledinek, Rudolf Lenz, Karl Lieffen, Wolfried Lier, Werner Lieven, Erwin Linder, Hugo Lindinger, Adi Lödel, Helmuth Lohner, Hanns Lothar, Bruce Low, Paul Löwinger, Klaus Löwitsch, Siegfried Lowitz, Günter Lüdke, Otto Lüthje, Willy Maertens, Alf Marholm, Josef Meinrad, Günter Meisner, Hannes Messemer, Harry Meyen, Robert Meyn, Willy Millowitsch, Lutz Moik, Peter Mosbacher, Fritz Muliar, Wolfgang Müller, Franz Muxeneder, Reggie Nalder, Rolf von Nauckhoff, Peter Nestler, Wolfgang Neuss, Joseph Offenbach, Rolf Olsen, Bruno W. Pantel, Peter Pasetti, Peter Paul, Rainer Penkert, Werner Peters, Kurd Pieritz, Günter Pfitzmann, Gunther Philipp, Kurt Pratsch-Kaufmann, Wolfgang Preiss, Hans Putz, Helmut Qualtinger, Freddy Quinn, Charles Regnier, Willy Reichert, Heinz Reincke, Ernst Reinhold, Hans Reiser, Fritz Rémond, Raoul Retzer, Walther Reyer, Rudolf Rhomberg, Gerhard Riedmann, Werner Riepel, Paul Edwin Roth, Albert Rueprecht, Maximilian Schell, Erich Schellow, Heinz Schimmelpfennig, Helmut Schmid, Peer Schmidt, Helmuth Schneider, Rudolf Schock, Hermann Schomberg, Friedrich Schoenfelder, Dietmar Schönherr, Hans E. Schons, Emmerich Schrenk, Carl-Heinz Schroth, Heinz Schubert, Werner Schumacher, Erik Schumann, Heinrich Schweiger, Karl Schwetter, Walter Sedlmayr, Ernst Stankovski, Leonard Steckel, Sigfrit Steiner, Erwin Strahl, Fritz Straßner, Achim Strietzel, Hubert Suschka, Horst Tappert, Hans Terofal, Peter Thom, Carlos Thompson, Herbert Tiede, Fritz Tillmann, Bobby Todd, Vico Torriani, Ed Tracy, Günther Ungeheuer, Henry Vahl, Peter van Eyck, Peter Vogel, Karl-Michael Vogler, Wolfgang Völz, Carl Voscherau, Wolfgang Wahl, Ernst Waldbrunn, Peter Weck, Heinz Weiss, Gerhard Wendland, Elmar Wepper, Fritz Wepper, Oskar Werner, Bernhard Wicki, Claus Wilcke, Christian Wolff, Ralf Wolter, Klausjürgen Wussow, Harry Wüstenhagen, Helmut Zacharias.
1la DEFA

### DEFA
Actrițe: Doris Abeßer, Barbara Adolph, Käte Alving, Evamaria Bath, Liselott Baumgarten, Manja Behrens, Maria Besendahl, Christel Bodenstein, Ursula Braun, Carola Braunbock, Gertrud Brendler, Charlotte Brummerhoff, Angela Brunner, Ursula Burg, Annekathrin Bürger, Mathilde Danegger, Barbara Dittus, Elfriede Dugall, Susanne Düllmann, Erika Dunkelmann, Elfriede Florin, Ruth Glöss, Helga Göring, Christa Gottschalk, Elsa Grube-Deister, Annemone Haase, Eva-Maria Hagen, Judith Harms, Margret Homeyer, Angelika Hurwicz, Marion van de Kamp, Inge Keller, Ruth Kommerell, Irene Korb, Else Koren, Waltraut Kramm, Agnes Kraus, Brigitte Krause, Ruth Maria Kubitschek, Charlotte Küter, Christine Laszar, Marga Legal, Monika Lennartz, Brigitte Lindenberg, Lotte Loebinger, Annelise Matschulat, Yvonne Merin, Erika Müller-Fürstenau, Irma Münch, Ingrid Ohlenschläger, Helga Piur, Helga Raumer, Käthe Reichel, Sigrid Roth, Maria Rouvel, Antje Ruge, Karla Runkehl, Steffie Spira, Sonja Sutter, Lissy Tempelhof, Sabine Thalbach, Dora Thalmer, Ilse Voigt, Else Wolz, Marianne Wünscher.
Actori: Johannes Arpe, Alfred Balthoff, Reimar Johannes Baur, Hermann Beyer, Gerhard Bienert, Gerd Biewer, Lothar Blumhagen, Manfred Borges, Erich Brauer, Karl Brenk, Hans-Joachim Büttner, Bruno Carstens, Norbert Christian, Fritz Decho, Fred Delmare, Jochen Diestelmann, Fritz Diez, Werner Dissel, Josef Peter Dornseif, Horst Drinda, Fred Düren, Gerd Ehlers, Hans Emons, Christoph Engel, Hans Finohr, Hannes Fischer, Rudolf Fleck, Martin Flörchinger, Erich Franz, Gerhard Frei, Albert Garbe, Erwin Geschonneck, Heinrich Gies, Harry Gillmann, Wolf Goette, Günther Grabbert, Herwart Grosse, Hanns Groth, Harald Halgarth, Hans W. Hamacher, Hans-Joachim Hanisch, Hannjo Hasse, Ezard Haußmann, Wolfgang Heinz, Martin Hellberg, Paul R. Henker, Peter Herden, Albert Hetterle, Harry Hindemith, Adolf Peter Hoffmann, Gerd Jaeger, Horst Jonischkan, Walter Jupé, Wolf Kaiser, Karl Kendzia, Herbert Kiper, Peter Kiwitt, Erik S. Klein, Willy A. Kleinau, Hans Klering, Heinz Klevenow, Johannes Knittel, Wilhelm Koch-Hooge, Herbert Köfer, Manfred Krug, Horst Kube, Frank Kutschera, Gerhard Lau, Hans-Ulrich Lauffer, Walter Lendrich, Werner Lierck, Stefan Lisewski, Hans Lucke, Rolf Ludwig, Harald Mannl, Edwin Marian, Hans-Joachim Martens, Peter Marx, Johannes Maus, Frank Michaelis, Reinhard Michaelke, Hans-Peter Minetti, Armin Mueller-Stahl, Hans Neie, Willi Neuenhahn, Horst Neumann, Leon Niemczyk, Kurt Oligmüller, Uwe-Jens Pape, Arno Paulsen, Dieter Perlwitz, Hanns Anselm Perten, Werner Peters, Paul Pfingst, Horst Preusker, Gerhard Rachold, Kurt Rackelmann, Friedrich Richter, Herbert Richter, Rolf Ripperger, Hans-Georg Rudolph, Gerd E. Schäfer, Ekkehard Schall, Raimund Schelcher, Johannes Schmidt, Helmut Schreiber, Heinz Scholz, Horst Schön, Horst Schönemann, Willi Schrade, Heinz Schubert, Horst Schulze, Willi Schwabe, Ernst-Georg Schwill, Werner Segtrop, Günther Simon, Otto Eduard Stübler, Harry Studt, Wolfgang Stumpf, Peter Sturm, Hilmar Thate, Ulrich Thein, Hans-Peter Thielen, Jochen Thomas, Ulrich von der Trenck, Robert Trösch, Rudolf Ulrich, Erik Veldre, Hans Wehrl, Karl-Heinz Weiß, Siegfried Weiß, Gerry Wolff, Arno Wyzniewski.

## Filme din anii 1960

### RFG, Austria, Elveția
Actrițe: Helga Anders, Karin Anselm, Hannelore Auer, Eva Maria Bauer, Ina Bauer, Angelika Bender, Iris Berben, Birgit Bergen, Viktoria Brams, Jana Brejchová, Maria Brockerhoff, Ingrid Caven, Geneviève Cluny, Ursula Dirichs, Ina Duscha, Almut Eggert, Karin Eickelbaum, Rosemarie Fendel, Astrid Frank, Enzi Fuchs, Uschi Glas, Mascha Gonska, Anneli Granget, Ilona Grübel, Gitte Hænning, Gisela Hahn, Elke Haltaufderheide, Irm Hermann, Hannelore Hoger, Susanne Hsiao, Anna Karina, Eva Kinsky, Diana Körner, Sylva Koscina, Lotti Krekel, Christiane Krüger, Doris Kunstmann, Anita Kupsch, Ursula Langrock, Ingeborg Lapsien, Daliah Lavi, Marianne Lindner, Monika Lundi, Margot Mahler, Michaela May, Magdalena Montezuma, Stella Mooney, Kristina Nel, Angelika Ott, Anita Pallenberg, Ulli Philipp, Erika Pluhar, Witta Pohl, Dunja Rajter, Andrea Rau, Eva Renzi, Simone Rethel, Letitia Roman, Rosy Rosy, Christiane Rücker, Katrin Schaake, Catherine Schell, Barbara Schöne, Christine Schuberth, Hanna Schygulla, Maria Singer, Inken Sommer, Jutta Speidel, Alexandra Stewart, Ewa Strömberg, Katharina Tüschen, Ingrid Thulin, Friedrich von Thun, Margarethe von Trotta, Susanne Uhlen, Lilith Ungerer, Barbara Valentin, Marie Versini, Elisabeth Volkmann, Christa Wehling, Heidelinde Weis, Eleonore Weisgerber, Lydia Weiss, Gila von Weitershausen, Thekla Carola Wied, Angela Winkler, Judy Winter, Christine Wodetzky, Monika Zinnenberg.
Actori: Werner Abrolat, Axel von Ambesser, Christian Anders, Gerd Baltus, Rainer Basedow, Hans-Jürgen Bäumler, Gustl Bayrhammer, Rolf Becker, Stefan Behrens, Rudolf Beiswanger, Heinz Bennent, Helmut Berger, Peter Berling, Edgar Bessen, Uwe Beyer, Roy Black, Gerd Böckmann, Carlo Böhm, Hark Bohm, Marquard Bohm, Horst Bollmann, Herbert Bötticher, Rolf Boysen, Arthur Brauss, Jean-Claude Brialy, Jochen Busse, Mathieu Carrière, Karl Dall, Jürgen Draeger, Ferdinand Dux, Alfred Edel, Gernot Endemann, Werner Enke, Til Erwig, Rainer Werner Fassbinder, Helmut Fischer, Uwe Friedrichsen, Thomas Fritsch, Herbert Fux, Bruno Ganz, Dieter Geißler, Vadim Glowna, Helmut Griem, Max Grießer, Dieter Hallervorden, Hans Peter Hallwachs, Willy Harlander, Gert Haucke, Sascha Hehn, Bernd Herzsprung, Hans Hirschmüller, Robert Hoffmann, Klaus Höhne, Jürgen Holtz, Martin Jente, Walter Jokisch, Udo Jürgens, Harry Kalenberg, Udo Kier, Wilfried Klaus, Gerhard Konzack, Hans-Peter Korff, Hans Korte, Hansi Kraus, Pit Krüger, Günter Lamprecht, Friedrich von Ledebur, Harald Leipnitz, Gerhart Lippert, Ulli Lommel, Walo Lüönd, Martin Lüttge, Henry van Lyck, Günter Mack, Michael Maien, Gunther Malzacher, Armin Mueller-Stahl, Marius Müller-Westernhagen, Franco Nero, Günther Neutze, Horst Michael Neutze, Erich Padalewski, Klaus Piontek, Werner Pochath, Kurt Raab, Ilja Richter, Utz Richter, Stephan Schwartz, Klaus Schwarzkopf, Hendrik (Heintje) Simons, Adolph Spalinger, Volker Spengler, Peter Steiner, Peter Striebeck, Rinaldo Talamonti, Walter Tschernich, Wolfgang Unterzaucher, Frithjof Vierock, Karl-Michael Vogler, Karl-Heinz Vosgerau, Herwig Walter, Rolf Zacher.

### DEFA
Actrițe: Carmen-Maja Antoni, Trude Bechmann, Karin Beewen, Regina Beyer, Monica Bielenstein, Renate Blume, Marita Böhme, Bärbel Bolle, Barbara Brylska, Annekathrin Bürger, Margot Busse, Chris Doerk, Angelica Domröse, Sina Fiedler, Monika Gabriel, Renate Geißler, Christine Gloger, Karin Gregorek, Jenny Gröllmann, Cox Habbema, Brigitte Herweg, Evamaria Heyse, Jutta Hoffmann, Heide Kipp, Blanche Kommerell, Juliane Korén, Gertraud Kreißig, Traudl Kulikowsky, Christiane Lanzke, Gertraud Last, Katharina Lind, Gisela Morgen, Irma Münch, Vera Oelschlegel, Evelyn Opoczynski, Katja Paryla, Christa Pasemann, Erika Pelikowsky, Jessy Rameik, Renate Reinecke, Felicitas Ritsch, Gudrun Ritter, Walfriede Schmitt, Heidemarie Schneider, Karin Schröder, Kati Székely, Karin Ugowski, Ellinor Vogel, Jutta Wachowiak, Angelika Waller, Heidemarie Wenzel, Ursula Werner, Monika Woytowicz.
Actori: Paul Arenkens, Hilmar Baumann, Hermann Beyer, Peter Borgelt, Kurt Böwe, Carl Heinz Choynski, Wolfgang Dehler, Peter Dommisch, Friedhelm Eberle, Kaspar Eichel, Eberhard Esche, Dieter Franke, Jürgen Frohriep, Erich Gerberding, Winfried Glatzeder, Wolfgang Greese, Gert Gütschow, Michael Gwisdek, Hans Hardt-Hardtloff, Hans-Joachim Hegewald, Jürgen Heinrich, Gerd Michael Henneberg, Jürgen Hentsch, Rolf Herricht, Horst Hiemer, Rolf Hoppe, Wolfgang Hosfeld, Günter Junghans, Ernst Kahler, Peter Kalisch, Werner Kanitz, Manfred Karge, Wilhelm Koch-Hooge, Dietrich Körner, Bodo Krämer, Horst Krause, Alexander Lang, Holger Mahlich, Dieter Mann, Fritz Marquardt, Ferdy Mayne, Ernst Meincke, Eberhard Mellies, Otto Mellies, Gerd Micheel, Hans-Peter Minetti, Gojko Mitić, Dieter Montag, Alfred Müller, Günter Naumann, Wilfried Ortmann, Klaus Piontek, Hartmut Puls, Hans-Peter Reinecke, Berndt Renné, Peter Reusse, Jürgen Reuter, Otmar Richter, Dietmar Richter-Reinick, Carl-Hermann Risse, Rolf Römer, Helmut Schellhardt, Bodo Schmidt, Frank Schöbel, Reiner Schöne, Gunter Schoß, Günther Schubert, Jaecki Schwarz, Peter Sindermann, Friedo Solter, Jan Spitzer, Helmut Straßburger, Alfred Struwe, Hans Teuscher, Klaus-Peter Thiele, Joachim Tomaschewsky, Martin Trettau, Ulrich Voß, Jiří Vršťala, Harald Warmbrunn, Thomas Weisgerber, Johannes Wiebke, Dieter Wien, Wolfgang Winkler, Achim Wolff, Manfred Zetzsche.

## Filme din anii 1970

### RFG, Austria, Elveția
Actrițe: Heide Ackermann, Stella Adorf, Adelheid Arndt, Andrea L’Arronge, Ortrud Beginnen, Helga Bender, Anne Bennent, Birgit Bergen, Katja Bienert, Annamirl Bierbichler, Monica Bleibtreu, Tabea Blumenschein, Marita Breuer, Uschi Buchfellner, Mareike Carrière, Margit Carstensen, Ingrid Caven, Ute Christensen, Edith Clever, Marie Colbin, Sybil Danning, Kirsten Dene, Gaby Dohm, Dolly Dollar, Tina Engel, Constanze Engelbrecht, Kristina van Eyck, Veronika Faber, Rita Feldmeier, Bea Fiedler, Lisa Fitz, Maria Furtwängler, Barbara Gass, Antje Hagen, Evelyn Hamann, Heidi Hansen, Monika Hansen, Ila von Hasperg, Nina Hoger, Grischa Huber, Anja Jaenicke, Gisela Keiner, Nastassja Kinski, Ute Kittelberger, Hildegard Krekel, Cleo Kretschmer, Lisa Kreuzer, Jutta Lampe, Renate Langer, Barbara Lass, Anita Lochner, Eva Mattes, Sabine von Maydell, Sunnyi Melles, Angelika Milster, Ursela Monn, Toni Netzle, Evelyn Opela, Elisabeth Orth, Olivia Pascal, Renate Pelster, Lilo Pempeit, Veronika-Marie von Quast, Silvia Reize, Patricia Rhomberg, Rose Renée Roth, Katja Rupé, Gisela Schneeberger, Karin Schubert, Ingrid Steeger, Barbara Sukowa, Elisabeth Trissenaar, Dietlinde Turban, Dana Vávrová, Franziska Walser, Rosel Zech.
Actori: Herbert Achternbusch, Peer Augustinski, Harry Baer, Ekkehardt Belle, David Bennent, Wolf-Dietrich Berg, Toni Berger, Christian Berkel, Josef Bierbichler, Uwe Bohm, Markus Boysen, Klaus Maria Brandauer, Volker Brandt, Jacques Breuer, Franz Buchrieser, Rudi Carrell, Burkhard Driest, Sky du Mont, Heinz Eckner, Volker Eckstein, Christoph Eichhorn, Wolfgang Fierek, Michael Fitz, Peter Fitz, Eike Gallwitz, Herbert Grönemeyer, Matthias Habich, Raimund Harmstorf, Rutger Hauer, Reinhard Hauff, Dieter Thomas Heck, André Heller, Herbert Herrmann, Ernst H. Hilbich, Alois Hitzenbichler, Heinz Hoenig, Dominique Horwitz, Jörg Hube, Rainer Hunold, Michel Jacot, Gottfried John, Günther Kaufmann, Joachim Kemmer, Peter Kern, Hermann Killmeyer, Dieter Kirchlechner, Christian Kohlund, Diether Krebs, Dieter Laser, Hermann Lause, Hans-Günter Martens, Max Volkert Martens, Dietrich Mattausch, Peter Millowitsch, Josef Moosholzer, Ronald Nitschke, Uwe Ochsenknecht, Thomas Ohrner, Hanno Pöschl, Volker Prechtel, Jürgen Prochnow, Tilo Prückner, Christian Quadflieg, Alexander Radszun, Hans-Michael Rehberg, Otto W. Retzer, Chris Roberts, Claude-Oliver Rudolph, Udo Samel, Otto Sander, Michael Schanze, Dieter Schidor, Walter Schmidinger, Jürgen Schornagel, Michael Schwarzmaier, Martin Semmelrogge, Volker Spengler, Alexander Stephan, Bernd Tauber, Rüdiger Vogler, Konstantin Wecker, Rudolf Wessely, Raphael Wilczek, Klaus Wildbolz, Ulrich Wildgruber, Vitus Zeplichal, Helmut Zierl, Hanns Zischler.

### DEFA
Actrițe: Hildegard Alex, Violeta Andrei, Margit Bendokat, Lydia Billiet, Astrid Bless, Petra Blossey, Ruth Friemel, Simone Frost, Dorit Gäbler, Sigrid Göhler, Regine Heintze, Petra Hinze, Ursula Karusseit, Micaela Kreißler, Marina Krogull, Renate Krößner, Helga Labudda, Madeleine Lierck, Christa Löser, Ute Lubosch, Katrin Martin, Gudrun Okras, Marylu Poolman, Ruth Reinecke, Katrin Saß, Johanna Schall, Barbara Schnitzler, Swetlana Schönfeld, Christine Schorn, Viola Schweizer, Gisa Stoll, Katharina Thalbach, Franziska Troegner, Beata Tyszkiewicz, Simone von Zglinicki.
Actori: Regimantas Adomaitis, Donatas Banionis, Hans-Uwe Bauer, Peter Bause, Milan Beli, Dieter Bellmann, Jan Bereska, Hans Bergermann, Gerd Blahuschek, Celino Bleiweiß, Vlastimil Brodský, Wolfgang Dehler, Victor Deiß, Hilmar Eichhorn, Gunter Friedrich, Klaus Gehrke, Fred-Artur Geppert, Detlef Gieß, Werner Godemann, Christian Grashof, Gerd Grasse, Jörg Gudzuhn, Gunnar Helm, Rolf Hoppe, Henry Hübchen, Wolfgang Jakob, Rüdiger Joswig, Friedrich-Wilhelm Junge, Günter Junghans, Eberhard Kirchberg, Klaus-Dieter Klebsch, Volkmar Kleinert, Heinz Dieter Knaup, Uwe Kockisch, Jürgen Mai, Dietrich Mechow, Jiří Menzel, Arnim Mühlstädt, Eckhard Müller, Michael Narloch, Thomas Neumann, Jörg Panknin, Amza Pellea, Franciszek Pieczka, Walter Plathe, Klaus Pönitz, Peter Prager, Wilfried Pucher, Dean Reed, Lutz Riemann, Udo Schenk, Martin Seifert, Peter Skarke, Peter Sodann, Christian Steyer, Szymon Szurmiej, Klaus Peter Thiele, Werner Tietze, Jürgen-Michael Watzke, Horst Weinheimer, Giso Weißbach, Peter Welz, Axel Werner, Bodo Wolf, Hans-Jürgen Wolf, Jürgen Zartmann, Uwe Zerbe, Peter Zimmermann, Joachim Zschocke.

## Filme din anii 1980

### RFG, Austria, Elveția
Actrițe: Therese Affolter, Adriana Altaras, Barbara Auer, Ulrike Beimpold, Julia Biedermann, Katharina Böhm, Suzanne von Borsody, Natja Brunckhorst, Lore Brunner, Sibylle Canonica, Renan Demirkan, Anica Dobra, Birgit Doll, Constanze Engelbrecht, Veronica Ferres, Beate Finckh, Katja Flint, Barbara Freier, Gudrun Gabriel, Martina Gedeck, Gerda Gmelin, Isa Haller, Susanne Hoss, Sabine Kaack, Brigitte Karner, Ursula Karven, Annette Kreft1, Ulrike Kriener, Maren Kroymann, Anja Kruse, Gudrun Landgrebe, Therese Lohner, Leslie Malton, Dagmar Manzel, Maja Maranow, Marita Marschall, Claudia Messner, Christine Neubauer, Valerie Niehaus, Jennifer Nitsch, Désirée Nosbusch, Christina Plate, Sabine Postel, Sibylle Rauch, Katja Riemann, Manuela Riva, Barbara Rudnik, Marianne Sägebrecht, Birge Schade, Susanne Schäfer, Antje Schmidt, Maria Schrader, Ilona Schulz, Anja Schüte, Mona Seefried, Silvia Seidel, Julia Stemberger, Lena Stolze, Katja Studt, Barbara Sukowa, Anna Thalbach, Karin Thaler, Alexa Wiegandt, Barbara Wussow, Petra Zieser, Billie Zöckler.
Actori: Robert Atzorn, Dirk Bach, Dietmar Bär, Ben Becker, Klaus J. Behrendt, Helmut Berger, Matthias Brandt, Pascal Breuer, Gedeon Burkhard, Ottfried Fischer, Albert Fortell, Ulrich Gebauer, Thomas Gottschalk, Dominik Graf, Günther Maria Halmer, Thomas Heinze, Max Herbrechter, Johannes Herrschmann, Egon Hofmann, Hannes Jaenicke, Hermann Killmeyer, Burghart Klaußner, Towje Kleiner, Herbert Knaup, Oliver Korittke, Mike Krüger, Horst Kummeth1, Reinhold Lampe1, Dieter Landuris, Leonard Lansink, Heiner Lauterbach, Peter Lohmeyer, Peter Maffay, Robert Meyer, Axel Milberg, Tobias Moretti, Richy Müller, Daniel Olbrychski, Christoph M. Ohrt, Ludger Pistor, Ulrich Pleitgen, Gerhard Polt, Dominic Raacke, Christian Redl, Ralf Richter, Frank Röth, Siemen Rühaak, Udo Samel, Heinrich Schafmeister, Andreas Schmidt, Arnulf Schumacher, Edgar Selge, Peter Simonischek, Walter Sittler, Werner Stocker, Oliver Stokowski, Max Tidof, Jürgen Tonkel, Ulrich Tukur, Jürgen Vogel, Otto Waalkes, Christoph Waltz, Vladimir Weigl, Klaus Wennemann, Manfred Zapatka, August Zirner.
1actor TV

### DEFA
Actrițe: Marijam Agischewa, Friederike Aust, Arianne Borbach, Karin Düwel, Marie Gruber, Corinna Harfouch, Daniela Hoffmann, Julia Jäger, Petra Kelling, Gundula Köster, Ulrike Krumbiegel, Annett Kruschke, Susanne Lüning, Dagmar Manzel, Maria Remakina, Cornelia Schmaus, Claudia Schmutzler, Stefanie Stappenbeck, Grażyna Szapolowska, Simone Thomalla, Barbara Trommer, Kathrin Waligura.
Actori: Peter Aust, Erwin Berner, Jens-Uwe Bogadtke, Hilmar Eichhorn, Matthias Freihof, Justus Fritzsche, Manfred Gorr, Sylvester Groth, Mirko Haninger, Reiner Heise, André Hennicke, Rolf Hoppe, Uwe Jellinek, Roman Kaminski, Michael Kind, Jörg Knocheé, Horst Kotterba, Bernd Michael Lade, Joachim Lätsch, Ralf Lehm, Jan Josef Liefers, Frank Lienert, Wolf-Dieter Lingk, Marc Lubosch, Klaus Manchen, Florian Martens, Sven Martinek, Daniel Minetti, Ulrich Mühe, Michael Pan, Volker Ranisch, Thomas Rühmann, Andreas Schmidt-Schaller, Götz Schubert, Jörg Schüttauf, Dirk Wäger.

## Filme din anii 1990
Actrițe: Meriam Abbas, Suzan Anbeh, Muriel Baumeister, Marie Bäumer, Meret Becker, Bibiana Beglau, Nicole Beutler, Nora Binder, Kirsten Block, Susanne Bormann, Cosima von Borsody, Anna Böttcher, Julia Brendler, Nadeshda Brennicke, Anna Brüggemann, Katja Brügger1, Inga Busch, Tschulpan Chamatowa, Yvonne de Bark, Gesine Cukrowski Ellen ten Damme, Floriane Daniel, Maruschka Detmers, Maren Eggert, Karoline Eichhorn, Jenny Elvers-Elbertzhagen, Anke Engelke, Anna Fechter, Verona Feldbusch, Hendrikje Fitz, Catherine Flemming, Janina Flieger, Ulrike Folkerts, Liane Forestieri, Inka Friedrich, Johanna Gastdorf, Regula Grauwiller, Fritzi Haberlandt, Eva Habermann, Cosma Shiva Hagen, Jeanette Hain, Dorothee Hartinger, Eva Hassmann, Bernadette Heerwagen, Wolke Hegenbarth, Corinna Harfouch, Natascha Hockwin, Mavie Hörbiger, Nina Hoss, Theresa Hübchen, Julia Hummer, Julia Jentsch, Jenny Jürgens, Salome Kammer, Alexandra Kamp, Katy Karrenbauer, Sophie von Kessel, Sonja Kirchberger, Petra Kleinert, Anja Kling, Anja Knauer, Imogen Kogge, Juliane Köhler, Ann-Kathrin Kramer, Nicolette Krebitz, Nina Kronjäger, Alexandra Lange, Alexandra Maria Lara, Geno Lechner, Sandra S. Leonhard, Miranda Leonhardt, Anna Loos, Susanne Lothar, Heike Makatsch, Lisa Martinek, Franziska Matthus, Claudia Michelsen, Birgit Minichmayr, Kaya Möller, Nele Mueller-Stöfen, Alexandra Neldel, Christine Oesterlein, Laura Osswald, Christiane Paul, Caroline Peters, Franziska Petri, Nina Petri, Barbara Philipp, Stephanie Philipp, Franka Potente, Lisa Maria Potthoff, Uta Prelle, Janette Rauch, Christiane Christiani, Camilla Renschke, Sophie Rois, Tina Ruland, Andrea Sawatzki, Michaela Schaffrath, Meike Schlüter, Ivonne Schönherr, Doris Schretzmayer, Sophie Schütt, Katharina Schüttler, Charlotte Schwab, Jessica Schwarz, Esther Schweins, Jasmin Schwiers, Theresa Scholze, Chiara Schoras, Anke Sevenich, Susanna Simon, Sandra Speichert, Gruschenka Stevens, Janina Stopper, Manon Straché, Aglaia Szyszkowitz, Jasmin Tabatabai, Laura Tonke, Tatjana Trieb, Nadja Uhl, İdil Üner, Christine Urspruch, Saskia Vester, Tanja Wedhorn, Gabriele Weinspach1, Ingeborg Westphal, Andrea Willson, Lavinia Wilson, Elke Winkens, Johanna Wokalek, Hanne Wolharn1, Felicitas Woll, Natalia Wörner, Gisa Zach1, Marie Zielcke.
Actori: Henry Arnold, Nicolás Artajo, Erdoğan Atalay, Ralf Bauer, Henning Baum, Rufus Beck, Frank Behnke, Tim Bergmann, Pierre Besson, Alexander Beyer, Moritz Bleibtreu, Sebastian Blomberg, Christian Blümel, Wolfgang Böck, Martin Brambach, Oliver Bröcker, Daniel Brühl, Detlev Buck, Johann von Bülow, Fabian Busch, Hansa Czypionka, Baki Davrak, August Diehl, Christoph Hagen Dittmann, Justus von Dohnányi, Ken Duken, André Eisermann, Martin Feifel, Uwe Fellensiek, Gerd Udo Feller, Heino Ferch, Herbert Feuerstein, Patrik Fichte, Samuel Finzi, Benno Fürmann, Tom Gerhardt, Frank Giering, Martin Glade, Josef Hader, Leander Haußmann, Michael „Bully“ Herbig, Marc Hosemann, Peer Jäger, Stefan Jürgens, Fritz Karl, Marlon Kittel, Herbert Knaup, Sebastian Koch, Rudolf Kowalski, Harald Krassnitzer, Konrad Krauss1, Jan-Gregor Kremp, Thomas Kretschmann, Joachim Król, Udo Kroschwald, Hardy Krüger jr., Stefan Kurt, Mehmet Kurtuluș, Dani Levy, Jan Josef Liefers, Florian Lukas, Kai Maertens, Armin Marewski, Mišel Matičević, Ulrich Matthes, Michael Mendl, Hasan Ali Mete, Barnaby Metschurat, Hans-Werner Meyer, Wotan Wilke Möhring, Marc-Oliver Moro, Ingo Naujoks, Philipp Neubauer1, Ulrich Noethen, Götz Otto, Bastian Pastewka, Sven Pippig, Axel Prahl, Janek Rieke, Armin Rohde, Michael Roll, Roman Rossa1, Lars Rudolph, Benjamin Sadler, Erol Sander, Heribert Sasse, Tobias Schenke, Tom Schilling, Burkhard Schmeer, Helge Schneider, Reinald Schnell, Til Schweiger, Matthias Schweighöfer, Tim Seyfi, Hilmi Sözer, Robert Stadlober, Jan Henrik Stahlberg, David Steffen, Devid Striesow, Sebastian Ströbel, Wolfgang Stumph, Jürgen Tarrach, Thomas Thieme, Max von Thun, Kostja Ullmann, Antonio Wannek, Kai Wiesinger, Roeland Wiesnekker, Steffen Wink, Gustav Peter Wöhler, Werner Wölbern, Erdal Yıldız, Murat Yilmaz, Haydar Zorlu.
1actor TV

## Filme din anii 2000
Actrițe: Nadja Abd el Farrag, Sarah Alles, Diana Amft, Berrit Arnold, Natalia Avelon, Silvana Bayer, Caroline Beil, Svea Bein, Charlotte Bellmann, Lena Beyerling, Annika Blendl, Nadja Bobyleva, Silke Bodenbender, Nina Bott, Anne-Sophie Briest, Katrin Bühring, Agata Buzek, Yvonne Catterfeld, Henriette Confurius, Kristina Dörfer1, Alice Dwyer, Claudia Eisinger, Anna Fischer, Melika Foroutan, Susanne Gärtner, Isabell Gerschke, Jessica Ginkel1, Ellenie Salvo González, Stephanie Gossger, Helene Grass, Bianca Hein, Karoline Herfurth, Hannah Herzsprung, Lucie Hollmann, Susan Hoecke, Sandra Hüller, Paula Kalenberg, Sibel Kekilli, Friederike Kempter, Amelie Kiefer, Julia Koschitz, Nursel Köse, Stephanie Charlotta Koetz, Diane Kruger, Nadine Krüger, Annika Kuhl, Nina Kunzendorf, Florentine Lahme, Oona-Devi Liebich, Mareike Lindenmeyer, Anne Menden1, Safia Monney, Petra Morzé, Anna Maria Mühe, Annika Murjahn, Jana Pallaske, Christiane Paul, Josefine Preuß, Anne Ratte-Polle, Judith Richter, Paula Riemann, Sophie Rogall, Jule Ronstedt, Muriel Roth, Anneke Kim Sarnau, Gabriela Maria Schmeide, Rike Schmid, Petra Schmidt-Schaller, Paula Schramm, Karoline Schuch, Maria Simon, Julia Stinshoff, Anna Maria Sturm, Rosalie Thomass, Sabine Timoteo, Michelle von Treuberg, Jördis Triebel, Nora Tschirner, Jennifer Ulrich, Katharina Wackernagel, Nora von Waldstätten, Araba Walton, Tanja Wedhorn, Franziska Weisz, Teresa Weißbach, Katja Weitzenböck, Tanja Wenzel, Anna Angelina Wolfers, Lale Yavas, Esther Zimmering, Bettina Zimmermann
Actori: Christoph Bach, Florian Bartholomäi, Markus Baumeister, Patrick Baehr, Volker Bruch, Maximilian Brückner, Hauke Diekamp, Franz Dinda, Ludwig Dornauer, Pete Dwojak1, Lars Eidinger, Stipe Erceg, Alexander Fehling, Thomas Feldkamp, Tim Fischer, Florian David Fitz, Oliver Fleischer, Thomas Gäßler, François Goeske, Robert Gwisdek, Holger Hauer, Christoph Maria Herbst, Fabian Hinrichs, Charly Hübner, Matthias Klimsa, Matthias Koeberlin, Hanno Koffler, Mario Kristl1, Markus Krojer, David Kross, Mirko Lang, Frederick Lau, Carlo Ljubek, Beat Marti, Jacob Matschenz, Maxim Mehmet, Tino Mewes, Jeremy Mockridge, Antoine Monot, Jr., Denis Moschitto, Milan Peschel, Oliver Pocher, Max von Pufendorf, Vincent Redetzki, Max Riemelt, Roman Roth, Thomas Sarbacher, Peter Schneider, Hinnerk Schönemann, Harald Schrott, Michael Schwarzmaier, Jan Sosniok, Florian Stetter, Andreas Tobias, Christian Tramitz, Ludwig Trepte, Sebastian Urzendowsky, Mark Waschke, Philip Wiegratz, Daniel Wiemer, Fahri Ogün Yardim, Ronald Zehrfeld
1actor TV

## Filme din anii 2010
Actrițe: Lena Beyerling, Kim-Sarah Brandts
Actori: